# Futtsu
Futtsu (富津市 Futtsu-shi?) este un municipiu din Japonia, prefectura Chiba.